# André Lacaze (journaliste)
Pour les articles homonymes, voir André Lacaze et Lacaze.
 (juin 2017).
André Lacaze, né le 30 novembre 1918 dans le 15e arrondissement de Paris et mort le 19 juillet 1986 dans le 8e arrondissement de Paris, est un journaliste et écrivain français, résistant, déporté au camp de Mauthausen et au camp de Loïbl Pass.

## Biographie
Fils d'un maître d'escrime, André Lacaze souhaite devenir boxeur. Il se distingue dans le saut en hauteur en devenant meilleur sauteur du Stade français et participe à une compétition en Allemagne.
Engagé dans le 8e régiment de zouaves, il passe par Dunkerque en Angleterre, s'engage dans le réseau de résistance Overcloud en 1941 et devient l'adjoint de Joël Le Tac, le chef du réseau. Il passe en Espagne et au Sahara, où il manque de mourir de soif, et rentre en France alors occupée. Il participe à la réception des trois premiers parachutages.
Détenteur d'un poste de radio britannique, il est repéré par les camions gonios du SD allemand et il est arrêté rue de Seine à Paris par les agents de la Gestapo française de la rue Lauriston. Après une tentative d'évasion, il est repris et incarcéré au secret à la prison de Fresnes, puis à Compiègne et, le 14 avril 1943, il part pour Mauthausen dans le même convoi que Georges Séguy, Jo Attia et mille cinq cents autres déportés. Sa condition athlétique fait qu'il est envoyé pour percer le tunnel au col de Loïbl Pass. Dans Le Tunnel, publié en 1978, il raconte une version romancée de ses souvenirs de captivité. Cet ouvrage, également traduit en allemand, remporte lors de sa sortie en France un réel succès.
Après la guerre, il devient chef des informations à Paris-Match et directeur de la rédaction à RTL.
André Lacaze meurt le 19 juillet 1986 à son domicile de la rue de Marignan, dans le 8e arrondissement de Paris. Il est inhumé à Verrières-le-Buisson.

## Publications
- Le Tunnel, Paris, Julliard, 1978, 535 pages  (ISBN 2-260-00108-4). France Loisirs, 1978, 535 pages  (ISBN 2-7242-0421-2).
- Préface pour La Pendaison de Jean Laffitte, Paris, Julliard, 1983.

## Distinctions
- Médaille de la Résistance
- Commandeur de la Légion d'honneur
- Croix de Guerre 1939-1945

### Filmographie
- Un tunnel pour le Reich, 2010, réalisé par Anice Clément et Jacques Merlaud, documentaire sur les camps de travail forcé qui étaient situés pendant la Seconde Guerre mondiale des deux côtés du Col Loibl (Loiblpass, 1360 m d’altitude), entre l’Autriche et la Slovénie.